# Gemeinschaft der Missionshelferinnen
Die Gemeinschaft der Missionshelferinnen (en.: Medical Mission Secular Institute)  ist ein internationales Säkularinstitut im Dienst der katholischen Kirche mit Sitz in Würzburg. Die Eigendefinition lautet: „Wir sind ein Säkularinstitut und arbeiten in heilenden und sozialen Berufen. Wir leben in Gemeinschaft, um unseren Glauben zu teilen und uns gegenseitig zu stärken und zu ermutigen für unsere Aufgaben“.

## Geschichte
Die Gemeinschaft besteht seit 1954 als eine kirchliche Gemeinschaft von Frauen, diese Gemeinschaft stand unter dem Leitmotiv „Heilet die Kranken, die dort sind und verkündet: Die Herrschaft Gottes hat sich genaht.“ (Evangelium nach Lukas 10,9 ). Die Helferinnen übernahmen Aufgaben im Missionsärztlichen Institut Würzburg, sie wurden hier ausgebildet und auf ihren Einsatz für die Missionsarbeit vorbereitet. Ihr Aufgabenschwerpunkt bestand in der Arbeit in Missionskrankenhäusern, Leitung von Krankenpflegeschulen und der Mitarbeit in verschiedenen medizinischen Bereichen. Die Helferinnen waren auch im sozialen und pastoralen Arbeitsfeld tätig. 1961 legten die ersten Schwestern in Indien ihre Versprechen ab. Seit 2004 bestehen eine indische und eine deutsche Region. 1976 erhielt die Gemeinschaft die Anerkennung zum Institut des geweihten Lebens in der Form eines Säkularinstitut diözesanen Rechts. 
Das Aufgabenspektrum und der Wahlspruch haben sich zwischenzeitlich gewandelt. Der biblische Ansatz ist jetzt das Evangelium nach Markus 3,14 , hier heißt es: „Und er setzte zwölf ein,  die er bei sich haben und die er dann aussenden wollte, damit sie predigten.“  Das Leben der Mitglieder ist an die Botschaft Jesu Christi und den Evangelischen Räten ausgerichtet, der gemeinsame Weg sind das Gebet, das geistliche Gespräch und die geistliche Begleitung sowie die Feier der Heiligen Messe.

## Missionen
Während sich die Missionshelferinnen in Deutschland um ausländische Frauen in Not kümmern, alte und kranke Menschen und Mitschwestern versorgen, hat sich ihre Tätigkeit in Indien und Ghana nicht verändert. In Indien leiten sie mehreren Projekten an Krankenhäusern, in Bildungsinstitutionen, in Leprastationen, in der Schülerhilfe und arbeiten in den Slums. In Ghana sind die Missionshelferinnen federführend am Hospital in Eikwe (Nzema East Municipal District) tätig.

## Organisation
Das Generalat und Mutterhaus hat seit 1991 seinen Sitz in Gerbrunn, hier wohnt auch eine kleine Gruppe in einem Einfamilienhaus. Die übrigen Mitglieder in Deutschland und Indien leben in kleinen Gemeinschaften und größeren Gruppen. Der Hauptsitz wird von fünf Mitgliedern geleitet. Hierzu gehören die Generalleiterin (Maria Rathinam aus Indien), ihre Stellvertreterin und drei Ratsmitglieder. Geographisch ist die Gemeinschaft in die deutsche Region und indische Region aufgeteilt, diese werden jeweils von einem fünf-köpfigen Regionsrat geleitet. 
In der Region Indien  gibt es sechs Gruppen mit insgesamt 48 Mitgliedern, die Gruppen sind in Bangalore, zwei in Tamil Nadu, drei in Maharashtra.
In Deutschland hat die Gemeinschaft Gruppen in Würzburg, Gerbrunn, Bad Kissingen (Gästehaus „Haus an den Kastanien“), Wassertrüdingen, Münnerstadt und Freising.
Die Gemeinschaft war Mitglied des 2012 aufgelösten Deutschen Katholischen Missionsrates (DKMR) und der Arbeitsgemeinschaft der Säkularinstitute in Deutschland. Unter der Trägerschaft des BDKJ Würzburg ist das Säkularinstitut seit 2009 Partner im Projekt „Weltwärts Freiwilligendienst“